# Viktor Nikolayevich Samsonov
Viktor Nikolayevich Samsonov (tiếng Nga: Виктор Николаевич Самсонов; sinh ngày 10 tháng 11 năm 1941 tại quận Dukhovnitsky) là một cựu tướng lĩnh Liên Xô và Nga. Ông từng giữ chức Tổng tham mưu trưởng Lực lượng vũ trang Liên bang Nga năm 1996. Trước đó, từ năm 1993, ông là Tham mưu trưởng Bộ chỉ huy Liên quân Cộng đồng các quốc gia độc lập.
Sinh năm 1941, người dân tộc Nga. Trong Lực lượng Vũ trang từ năm 1960. Sau khi tốt nghiệp đại học, ông được gửi đến một đơn vị Bộ binh Hải quân, và chỉ huy một trung đội và đại đội. Ông tốt nghiệp trường chỉ huy vùng Viễn Đông năm 1964. Tốt nghiệp Học viện quân sự Frunze năm 1972 (với tư cách là bạn học của chỉ huy chiến tranh Afghanistan tương lai, ông Vladimir Gromov). Từ năm 1972, ông là Tham mưu trưởng của một trung đoàn súng trường và Tham mưu trưởng của một sư đoàn xe tăng trong Quân khu Ngoại Baikal. Sau đó vài năm, ông là tham mưu trưởng của một đội quân kết hợp.
Sau khi tốt nghiệp Học viện Quân sự của Bộ Tổng tham mưu năm 1981, ông là Tư lệnh Quân đoàn 4. Năm 1987 - 1990 - Tham mưu trưởng Quân khu Ngoại Kavkaz, đồng thời vào năm 1988 - 1990 năm - chỉ huy quân sự ở Yerevan. Đã tham gia vào các nỗ lực bản địa hóa của cuộc xung đột Armenia-Azerbaijan. Năm 1990 bổ nhiệm chỉ huy Quân khu Leningrad.
Ông là đảng viên Đảng Cộng sản Liên Xô từ năm 1960 cho đến khi chấm dứt hoạt động vào tháng 8 năm 1991.
Trong cuộc đảo chính tháng 8 năm 1991, ông được bổ nhiệm làm chỉ huy quân sự của Ủy ban khẩn cấp bang Leningrad, nói về sự phụ thuộc của các lệnh của Ủy ban khẩn cấp nhà nước và ra lệnh khẩn cấp ở Leningrad và các khu vực xung quanh.